# Cophanta optiva
Cophanta optiva là một loài bướm đêm trong họ Noctuidae.